# Sleeping with Sirens
Sleeping with Sirens — американський рок-гурт з Орландо, штат Флорида, який зараз розташований в Гранд-Рапідсі, штат Мічиган. Зараз до складу гурту входять Келлін Квінн (ведучий вокал, клавішні), соло-гітарист Тоні Піцуті (концертний учасник), Нік Мартін (ритм-гітара, бек-вокал), Джастін Хіллс (бас-гітара, бек-вокал) і Метті Бест (ударні, перкусія). Гурт був створений у 2009 році учасниками For All We Know та Paddock Park. Гурт підписаний наSumerian Records і випустив сім повноформатних альбомів і акустичний мініальбом.
Гурт прославився своєю піснею «If I'm James Dean, You're Audrey Hepburn», головним синглом з дебютного альбому «With Ears to See and Eyes to Hear», який вийшов у 2010 році. Другий альбом Let's Cheers to This вийшов у 2011 році і став проривом для гурту завдяки популярному синглу «If You Can't Hang», який 18 липня 2018 року отримав Золотий сертифікат Американської асоціації компаній звукозапису (RIAA) за продаж 500 000 копій у США. Третій альбом гурту, Feel, дебютував під номером 3 у Billboard 200 США, а четвертий альбом під назвою Madness був випущений 17 березня 2015 року через Epitaph Records і видав сингл «Kick Me». П'ятий студійний альбом Gossip вийшов 22 вересня 2017 року на Warner Bros. Records. Шостий студійний альбом, How It Feels to Be Lost, був випущений 6 вересня 2019 року на Sumerian Records. Гурт відомий насамперед універсальністю вокального діапазону леггеро-тенор вокаліста Келліна Квінна, а також важким звучанням, використовуваним у їхніх ранніх роботах, і поп-впливами, які вони використовували пізніше у своїй кар'єрі.

## Історія

### With Ears to See and Eyes to Hear(2009—2010)
Перший альбом гурту «With Ears to See and Eyes to Hear» вийшов 23 березня 2010 року. Він дебютував під номером 7 у чарті Billboard Top Heatseekers та під номером 36 у чарті Top Independent Albums. Альбом містив три сингли. Один із цих синглів «If I'm James Dean, You're Audrey Hepburn» приніс гурту велике визнання, і 18 липня 2018 року сингл отримав золотий сертифікат RIAA після того, як у США було продано 500 000 копій.

### Let's Cheers to This(2011—2012)
7 квітня 2011 року гурт випустив «Do It Now Remember It Later», перший сингл з нового альбому гурту. Пізніше в цьому місяці, 28 квітня, був випущений наступний сингл «Fire». Другий альбом гурту Let's Cheers to This вийшов 10 травня 2011 року 26 червня 2012 року гурт випустив дебютний акустичний мініальбом «If You Were a Movie, This Would Be Your Soundtrack». 21 жовтня 2012 року Sleeping with Sirens випустили новий сингл під назвою «Dead Walker Texas Ranger» як спеціальний випуск на Хелловін.

### Feel(2013—2014)
У січні 2013 року гурт увійшов до студії, щоб записати свій наступний альбом Let's Cheers to This з орієнтовною датою випуску в середині 2013 року. 23 квітня 2013 року гурт випустив новий сингл під назвою «Low» і оголосив назву нового альбому — Feel, а дату виходу — 4 червня 2013 року. На підтримку нового альбому гурт виступав на головній сцені Kia на Vans Warped Tour 2013. 21 травня гурт випустив другий сингл з Feel, «Alone» за участю Machine Gun Kelly.
4 серпня гурт оголосив, що стане хедлайнером туру під назвою Feel This Tour на підтримку альбому Feel. Memphis May Fire, Breathe Carolina, Issues і Our Last Night підтримали тур у вибрані дати.
16 жовтня 2013 року гітарист Джессі Лоусон оголосив про вихід з гурту, мотивуючи це бажанням проводити більше часу з родиною та розпочати новий музичний проєкт. Після дружнього виходу Лоусона гурт залучив Ніка Мартіна (раніше з D.R.U.G.S. і Underminded), щоб він грав на гітарі під час майбутнього туру Feel у Великій Британії/ЄС.

### Madness(2014—2016)
6 липня 2014 року гурт опублікував фотографії учасників гурту в студії, які записували нову музику з Джоном Фельдманном. 21 липня 2014 року гурт оголосила про те, що буде хедлайнером світового туру разом із Pierce the Veil, а також Beartooth і This Wild Life. 8 серпня 2014 року учасники гурту оголосили, що гурт вийшов з Rise Records і працює як незалежний гурт. Проте 10 листопада 2014 року в Alternative Press було оголошено, що гурт підписав контракт з Epitaph Records і випустила новий сингл під назвою «Kick Me». Вслід за релізом «Kick Me» гурт випустив сингл «We Like It Loud» на Новий рік. Він був доступний для безкоштовного завантаження протягом двадцяти чотирьох годин на веб-сайті гурту.

### Gossip(2017—2019)
Наступний альбом гурту Gossip вийшов 22 вересня 2017 року. Вони розпочали свій всесвітній тур Up Close and Personal Gossip у жовтні 2017 року зі спеціальними гостями The White Noise, Palaye Royale і Chase Atlantic. Починаючи з травня 2018 року, Sleeping with Sirens почали європейську частину туру з Chase Atlantic і Chapel.

### How It Feels to Be Lost(2019—2021)
19 червня 2019 року гурт випустив сингл «Leave It All Behind», який ближче до їхнього старого звучання, ніж до попсового звучання Gossip, і анонсував свій шостий студійний альбом «How It Feels to Be Lost». Це був перший реліз гурту на Sumerian Records. 19 липня 2019 року гурт випустив другий сингл альбому «Break Me Down». 8 серпня 2019 року гурт випустив третій сингл альбому «Agree to Disagree».
1 вересня 2019 року гурт залишив давній барабанщик Гейб Бархем. Незабаром після цього було оголошено, що Метті Бест (з Tonight Alive) візьме на себе обов'язки барабанщика гурту.
9 квітня 2020 року соло-гітарист Джек Фаулер випустив короткий кліп із важкої пісні, яка ще не була випущена.
24 липня 2020 року гурт випустив новий сингл «Talking to Myself», який Джек Фаулер демонстрував раніше, із супровідним відео з текстом. Гурт анонсував спецвипуск альбому «How It Feels To Be Lost», який вийшов 21 серпня 2020 року.

### Complete Collapse(2021–дотепер)
2 червня 2021 року гурт випустив сингл «Bloody Knuckles» зі свого майбутнього альбому. Трохи більше ніж через рік, 22 червня 2022 року, гурт випустив свій другий сингл під назвою «Crosses» за участю Спенсера Чемберлена з Underoath, а також анонсував свій сьомий студійний альбом Complete Collapse, який вийшов 14 жовтня 2022 року.
14 липня 2022 року гітарист Джек Фаулер оголосив, що залишив гурт.
11 серпня 2022 року гурт випустив два сингли: «Let You Down» за участю Шарлотти Сендс і «Ctrl + Alt + Del».

## Музичний стиль
Музика гурту була описана як постхардкор, попрок, металкор, альтернативий рок, поппанк, поп, скримо, емо, і постемо.

## Учасники гурту
| Поточний склад - Келлін Квінн — ведучий вокал, клавішні (2009–дотепер) - Джастін Гілс — бас, бек-вокал (2009–дотепер) - Нік Мартін — ритм-гітара, бек-вокал (2013–дотепер) - Метті Бест — ударні, перкусія (2019–дотепер) Поточні концертні учасники - Тоні Піцуті — соло-гітара (2022–дотепер) | Колишні учасники - Браян Калціні — ведучий вокал (2009) - Дейв Егілар — ритм-гітара (2009), бек-вокал (2009) - Пол Рассел — бас (2009), бек-вокал (2009) - Алекс Каладжян — ударні, перкусія (2009) - Нік Тромбіно — ритм-гітара, бек-вокал (2009—2010) - Брендон Мак-Мастер — соло-гітара (2009—2010), бек-вокал (2009—2010) - Джессі Лоусон — ритм-гітара, бек-вокал (2010—2013) - Гейб Баргем — ударні, перкусія (2009—2019) - Джек Фоулер — соло-гітара (2010—2022), програмування (2014—2022) |

## Дискографія
Студійні альбоми
- With Ears to See and Eyes to Hear (2010)
- Let's Cheers to This (2011)
- Feel (2013)
- Madness (2015)
- Gossip (2017)
- How It Feels to Be Lost (2019)
- Complete Collapse (2022)

## Нагороди та номінації

### Alternative Press Music Awards
| Рік  | Номіновано           | Нагорода            | Результат | Пос.   |
| ---- | -------------------- | ------------------- | --------- | ------ |
| 2014 | Келлін Квінн         | Найкращий вокаліст  | Номінація | [ 41 ] |
| 2014 | «Alone»              | Пісня року          | Номінація | [ 41 ] |
| 2014 | Feel                 | Альбом року         | Номінація | [ 41 ] |
| 2014 | Sleeping with Sirens | Виконавець року     | Номінація | [ 41 ] |
| 2015 | «Kick Me»            | Пісня року          | Перемога  | [ 42 ] |
| 2016 | Келлін Квінн         | Найкращий вокаліст  | Номінація | [ 43 ] |
| 2016 | Madness              | Альбом року         | Номінація | [ 43 ] |
| 2016 | Sleeping with Sirens | Виконавець року     | Номінація | [ 43 ] |
| 2016 | Джек Фоулер          | Найкращий гітаріст  | Перемога  | [ 44 ] |
| 2017 | Sleeping with Sirens | Найвідданіші фанати | Номінація | [ 45 ] |

### iHeartRadio Music Awards
| Рік  | Номіновано           | Нагорода                                 | Результат | Пос.   |
| ---- | -------------------- | ---------------------------------------- | --------- | ------ |
| 2017 | Sleeping with Sirens | Найкращий андеграунд альтернативний гурт | Номінація | [ 46 ] |

### Kerrang Music Awards
| Рік  | Номіновано           | Нагорода                      | Результат | Пос.   |
| ---- | -------------------- | ----------------------------- | --------- | ------ |
| 2013 | Sleeping with Sirens | Найкращий міжнародний новачок | Номінація | [ 47 ] |
| 2015 | Sleeping with Sirens | Найкращий міжнародний гурт    | Номінація | [ 48 ] |